# Kamen, škarje, papir
Kamen, škarje, papir je ljudska igra z rokami, razširjena predvsem med otroki. Ponavadi se to igro uporablja, ko je treba nekaj določati. Z istim namenom se uporablja tudi kovanec in igro sodo in liho.
Začetni gib je podoben igri sodo ali liho in je pest zaprta, nato imata oba igralca tri opcije. Prva opcija je obdržati zaprto pest in igrati »kamen«, druga opcija je odpreti in igrati »papir«, zadnja opcija je iztegniti kazalec in srednji prst v obliki črke V in igrati »škarje«. Zmagovalne kombinacije so: kamen zdrobi škarje, škarje prerežejo papir, papir pokriva kamen.